# فکسوفنادین
فکسوفنادین (به انگلیسی: Fexofenadine)
رده درمانی: آنتی هیستامین
اَشکال دارویی: قرص

## موارد مصرف
فکسوفنادین برای جلوگیری از علایم ناشی از حساسیت، مانند تب یونجه، کهیر و آب ریزش بینی و حساسیت‌های فصلی به کار برده می‌شود.

## مکانیسم اثر
اثر ضد آلرژی این دارو ناشی از رقابت آن با هیستامین برای‌اتصال به گیرنده‌های H۱ است و به این‌ترتیب از بروز اثرات هیستامین جلوگیری می‌کند.

## متابولیسم دارو
حدود یک سوم فکسوفنادین از دستگاه گوارش جذب می‌گردد. برخی از آن به پروتئینهای پلاسما متصل می‌شود و به‌صورت متابولیت در ادرار و مدفوع دفع می‌گردد.

## عوارض جانبی
مهمترین عارضه جانبی این‌دارو احتمال بروز آریتمی قلبی و افزایش فاصله QT است.